# فرانس جوزف يونغ
فرانس جوزف يونغ (بالألمانية: Franz Josef Jung)؛ (5 مارس 1949 -)،وهو سياسي ألماني ينتمي إلى حزب الاتحاد الديمقراطي المسيحي (CDU) لجمهورية ألمانيا الإتحادية. شغل يونغ منصب وزير الدفاع في حكومة المستشارة الألمانية أنغيلا ميركل مابين (22 نوفمبر 2005 - 27 أكتوبر 2009) كما شغل يونغ بعدها منصب وزير العمل والشؤون الاجتماعية في حكومة ميركل لمدة شهر واحد (28 أكتوبر 2009 - 27 نوفمبر 2009) حيث استقال من منصبه الوزاري بعدها.

## روابط خارجية
- فرانس جوزف يونغ على موقع مونزينجر (الألمانية)